# Crimla
Crimla è un comune di 271 abitanti della Turingia, in Germania.
Appartiene al circondario (Landkreis) di Greiz (targa GRZ) ed è amministrato dal "comune amministratore" (Erfüllende Gemeinde) di Weida.